# David Jones (homme politique)
Pour les articles homonymes, voir David Jones et Jones.
David Ian Jones, né le 22 mars 1952, est un avocat de profession, homme politique et ministre britannique.
La première ministre Theresa May le nomme ministre d'État à la Sortie de l'Union européenne de 2016 à 2017.

## Biographie

### Éducation
Scolarisé à la Ruabon Grammar School (en) dans le Denbighshire, il poursuit ses études à l'University College de Londres puis au College of Law (en).

### Carrière
Jeune avocat, il travaille à Ruthin à côté d'Ieuan Wyn Jones, ancien leader du Plaid Cymru. Il travaille également dans un cabinet à Bangor dirigé par le baron Elwyn Jones, ex-lord chancelier travailliste.

### Politique
Membre du Parti conservateur, il est élu à l'Assemblée Nationale du pays de Galles de 2002 à 2003.
De 2005 à 2024, il siège au Parlement en tant que député de Clwyd West. Il est successivement sous-secrétaire d'État puis secrétaire d'État pour le pays de Galles.
Le 17 juillet 2016, la première ministre Theresa May le nomme ministre d'État à la Sortie de l'Union européenne.
Après avoir décidé de ne pas se représenter aux élections générales britanniques de 2024, il annonce en juillet 2025 son départ du Parti conservateur pour devenir membre de Reform UK.